# Hwang In-beom
In-beom Hwang (황인범?; Daejeon, 20 settembre 1996) è un calciatore sudcoreano, centrocampista del Feyenoord e della nazionale sudcoreana.

## Caratteristiche tecniche
È un centrocampista centrale.

## Carriera

### Club
Cresciuto nelle giovanili del Daejeon Citizen, ha esordito in prima squadra il 21 marzo 2015 in occasione del match di campionato perso 5-0 contro il Jeju SK. Il 30 maggio 2015 ha segnato il suo primo goal con il club in un match contro i Pohang Steelers, diventando (all'età di 18 anni e 346 giorni) il più giovane ad avere segnato una rete per il Daejeon.
Dopo 4 anno al Daejeon (in cui ha trascorso pure 6 mesi in prestito all'Asan Mugunghwa), il 30 gennaio 2019 viene ceduto in MLS ai Vancouver Whitecaps.
Il 14 agosto 2020 viene prelevato dal Rubin Kazan'. Il 3 aprile 2022, a seguito del conflitto russo-ucraino scoppiato pochi mesi prima, sospende il proprio contratto con il club.

### Nazionale
Ha esordito con la nazionale sudcoreana il 7 settembre 2018 in occasione dell'amichevole vinta 2-0 contro la Costa Rica.

## Statistiche

### Presenze e reti nei club
Statistiche aggiornate al 13 novembre.
| Stagione                   | Squadra                    | Campionato                 | Campionato | Campionato | Coppe nazionali | Coppe nazionali | Coppe nazionali | Coppe continentali | Coppe continentali | Coppe continentali | Altre coppe | Altre coppe | Altre coppe | Totale | Totale | Totale |
| Stagione                   | Squadra                    | Comp                       | Pres       | Reti       | Comp            | Pres            | Reti            | Comp               | Pres               | Reti               | Comp        | Pres        | Reti        | Pres   | Reti   |        |
| -------------------------- | -------------------------- | -------------------------- | ---------- | ---------- | --------------- | --------------- | --------------- | ------------------ | ------------------ | ------------------ | ----------- | ----------- | ----------- | ------ | ------ | ------ |
| 2015                       | Daejeon Citizen            | KL                         | 14         | 4          | CC+CdL          | 0               | 0               |                    | -                  | -                  |             | -           | -           | 14     | 4      |        |
| 2016                       | Daejeon Citizen            | KL2                        | 35         | 5          | CC+CdL          | 1+0             | 0               |                    | -                  | -                  |             | -           | -           | 36     | 5      |        |
| 2017                       | Daejeon Citizen            | KL2                        | 32         | 4          | CC+CdL          | 1+0             | 0               |                    | -                  | -                  |             | -           | -           | 33     | 4      |        |
| gen.-set. 2018             | Asan Mugunghwa             | KL2                        | 18         | 1          | CC+CdL          | 0               | 0               |                    | -                  | -                  |             | -           | -           | 18     | 1      |        |
| set.-dic. 2018             | Daejeon Citizen            | KL2                        | 7          | 0          | -               | -               | -               |                    | -                  | -                  |             | -           | -           | 7      | 0      |        |
| Totale Daejeon Citizen     | Totale Daejeon Citizen     | Totale Daejeon Citizen     | 88         | 13         |                 | 2               | 0               |                    | -                  | -                  |             | -           | -           | 90     | 13     |        |
| 2019                       | Vancouver Whitecaps        | MLS                        | 34         | 3          | CC              | 1               | 1               |                    | -                  | -                  |             | -           | -           | 35     | 4      |        |
| gen.-ago. 2020             | Vancouver Whitecaps        | MLS                        | 6          | 0          | -               | -               | -               |                    | -                  | -                  |             | -           | -           | 6      | 0      |        |
| Totale Vancouver Whitecaps | Totale Vancouver Whitecaps | Totale Vancouver Whitecaps | 40         | 3          |                 | 1               | 1               |                    | -                  | -                  |             | -           | -           | 41     | 4      |        |
| 2020-2021                  | Rubin                      | PL                         | 18         | 3          | CR              | 2               | 1               |                    | -                  | -                  |             | -           | -           | 20     | 4      |        |
| 2021-2022                  | Rubin                      | PL                         | 17         | 2          | CR              | 0               | 0               | UECL               | 1                  | 0                  |             | -           | -           | 18     | 0      |        |
| Totale Rubin               | Totale Rubin               | Totale Rubin               | 35         | 5          |                 | 2               | 1               |                    | 1                  | 0                  |             | -           | -           | 38     | 6      |        |
| apr.-lug. 2022             | Seoul                      | KL1                        | 9          | 0          | CC              | 0               | 0               |                    | -                  | -                  |             | -           | -           | 10     | 0      |        |
| 2022-2023                  | Olympiacos                 | SL                         | 11         | 0          | CG              | 0               | 0               | UEL                | 5                  | 1                  |             | -           | -           | 16     | 1      |        |
| Totale carriera            | Totale carriera            | Totale carriera            | 201        | 22         |                 | 6               | 2               |                    | 6                  | 1                  |             | -           | -           | 213    | 25     |        |

### Cronologia presenze e reti in nazionale
| Cronologia completa delle presenze e delle reti in nazionale ― Corea del Sud | Cronologia completa delle presenze e delle reti in nazionale ― Corea del Sud | Cronologia completa delle presenze e delle reti in nazionale ― Corea del Sud | Cronologia completa delle presenze e delle reti in nazionale ― Corea del Sud | Cronologia completa delle presenze e delle reti in nazionale ― Corea del Sud | Cronologia completa delle presenze e delle reti in nazionale ― Corea del Sud | Cronologia completa delle presenze e delle reti in nazionale ― Corea del Sud | Cronologia completa delle presenze e delle reti in nazionale ― Corea del Sud |
| Data                                                                         | Città                                                                        | In casa                                                                      | Risultato                                                                    | Ospiti                                                                       | Competizione                                                                 | Reti                                                                         | Note                                                                         |
| ---------------------------------------------------------------------------- | ---------------------------------------------------------------------------- | ---------------------------------------------------------------------------- | ---------------------------------------------------------------------------- | ---------------------------------------------------------------------------- | ---------------------------------------------------------------------------- | ---------------------------------------------------------------------------- | ---------------------------------------------------------------------------- |
| 7-9-2018                                                                     | Goyang                                                                       | Corea del Sud                                                                | 2 – 0                                                                        | Costa Rica                                                                   | Amichevole                                                                   | -                                                                            | 80’                                                                          |
| 11-9-2018                                                                    | Suwon                                                                        | Corea del Sud                                                                | 0 – 0                                                                        | Cile                                                                         | Amichevole                                                                   | -                                                                            | 74’ 90+1’                                                                    |
| 12-10-2018                                                                   | Seul                                                                         | Corea del Sud                                                                | 2 – 1                                                                        | Uruguay                                                                      | Amichevole                                                                   | -                                                                            | 85’                                                                          |
| 16-10-2018                                                                   | Cheonan                                                                      | Corea del Sud                                                                | 2 – 2                                                                        | Panama                                                                       | Amichevole                                                                   | 1                                                                            | 51’ 65’                                                                      |
| 17-11-2018                                                                   | Brisbane                                                                     | Australia                                                                    | 1 – 1                                                                        | Corea del Sud                                                                | Amichevole                                                                   | -                                                                            | 90+2’                                                                        |
| 20-11-2018                                                                   | Brisbane                                                                     | Uzbekistan                                                                   | 0 – 4                                                                        | Corea del Sud                                                                | Amichevole                                                                   | -                                                                            |                                                                              |
| 31-12-2018                                                                   | Abu Dhabi                                                                    | Arabia Saudita                                                               | 0 – 0                                                                        | Corea del Sud                                                                | Amichevole                                                                   | -                                                                            | 46’                                                                          |
| 7-1-2019                                                                     | Dubai                                                                        | Corea del Sud                                                                | 1 – 0                                                                        | Filippine                                                                    | Coppa d'Asia 2019 - 1º turno                                                 | -                                                                            | 58’                                                                          |
| 11-1-2019                                                                    | al-'Ayn                                                                      | Kirghizistan                                                                 | 0 – 1                                                                        | Corea del Sud                                                                | Coppa d'Asia 2019 - 1º turno                                                 | -                                                                            |                                                                              |
| 16-1-2019                                                                    | Abu Dhabi                                                                    | Corea del Sud                                                                | 2 – 0                                                                        | Cina                                                                         | Coppa d'Asia 2019 - 1º turno                                                 | -                                                                            |                                                                              |
| 22-1-2019                                                                    | Dubai                                                                        | Corea del Sud                                                                | 2 – 1 dts                                                                    | Bahrein                                                                      | Coppa d'Asia 2019 - Ottavi di finale                                         | -                                                                            | 89’                                                                          |
| 25-1-2019                                                                    | Abu Dhabi                                                                    | Corea del Sud                                                                | 0 – 1                                                                        | Qatar                                                                        | Coppa d'Asia 2019 - Quarti di finale                                         | -                                                                            | 74’                                                                          |
| 22-3-2019                                                                    | Ulsan                                                                        | Corea del Sud                                                                | 1 – 0                                                                        | Bolivia                                                                      | Amichevole                                                                   | -                                                                            | 70’                                                                          |
| 26-3-2019                                                                    | Seul                                                                         | Corea del Sud                                                                | 2 – 1                                                                        | Colombia                                                                     | Amichevole                                                                   | -                                                                            | 12’                                                                          |
| 6-6-2019                                                                     | Pusan                                                                        | Corea del Sud                                                                | 1 – 0                                                                        | Australia                                                                    | Amichevole                                                                   | -                                                                            |                                                                              |
| 11-6-2019                                                                    | Seul                                                                         | Corea del Sud                                                                | 1 – 1                                                                        | Iran                                                                         | Amichevole                                                                   | -                                                                            | 76’                                                                          |
| 10-9-2019                                                                    | Aşgabat                                                                      | Turkmenistan                                                                 | 0 – 2                                                                        | Corea del Sud                                                                | Qual. Mondiali 2022                                                          | -                                                                            |                                                                              |
| 15-10-2019                                                                   | Pyongyang                                                                    | Corea del Nord                                                               | 0 – 0                                                                        | Corea del Sud                                                                | Qual. Mondiali 2022                                                          | -                                                                            | 65’                                                                          |
| 14-11-2019                                                                   | Beirut                                                                       | Libano                                                                       | 0 – 0                                                                        | Corea del Sud                                                                | Qual. Mondiali 2022                                                          | -                                                                            | 46’                                                                          |
| 19-11-2019                                                                   | Abu Dhabi                                                                    | Brasile                                                                      | 3 – 0                                                                        | Corea del Sud                                                                | Amichevole                                                                   | -                                                                            | 88’                                                                          |
| 11-12-2019                                                                   | Busan                                                                        | Corea del Sud                                                                | 2 – 0                                                                        | Hong Kong                                                                    | Coppa dell'Asia orientale 2019                                               | 1                                                                            |                                                                              |
| 15-12-2019                                                                   | Busan                                                                        | Corea del Sud                                                                | 1 – 0                                                                        | Cina                                                                         | Coppa dell'Asia orientale 2019                                               | -                                                                            |                                                                              |
| 18-12-2019                                                                   | Busan                                                                        | Corea del Sud                                                                | 1 – 0                                                                        | Giappone                                                                     | Coppa dell'Asia orientale 2019                                               | 1                                                                            |                                                                              |
| 2-9-2021                                                                     | Seoul                                                                        | Corea del Sud                                                                | 0 – 0                                                                        | Iraq                                                                         | Qual. Mondiali 2022                                                          | -                                                                            |                                                                              |
| 7-9-2021                                                                     | Suwon                                                                        | Corea del Sud                                                                | 1 – 0                                                                        | Libano                                                                       | Qual. Mondiali 2022                                                          | -                                                                            | 89’                                                                          |
| 7-10-2021                                                                    | Seoul                                                                        | Corea del Sud                                                                | 2 – 1                                                                        | Siria                                                                        | Qual. Mondiali 2022                                                          | 1                                                                            | 86’                                                                          |
| 12-10-2021                                                                   | Teheran                                                                      | Iran                                                                         | 1 – 1                                                                        | Corea del Sud                                                                | Qual. Mondiali 2022                                                          | -                                                                            |                                                                              |
| 11-11-2021                                                                   | Goyang                                                                       | Corea del Sud                                                                | 1 – 0                                                                        | Emirati Arabi Uniti                                                          | Qual. Mondiali 2022                                                          | -                                                                            |                                                                              |
| 16-11-2021                                                                   | Doha                                                                         | Iraq                                                                         | 0 – 3                                                                        | Corea del Sud                                                                | Qual. Mondiali 2022                                                          | -                                                                            | 88’                                                                          |
| 27-1-2022                                                                    | Sidone                                                                       | Libano                                                                       | 0 – 1                                                                        | Corea del Sud                                                                | Qual. Mondiali 2022                                                          | -                                                                            |                                                                              |
| 1-2-2022                                                                     | Dubai                                                                        | Siria                                                                        | 0 – 2                                                                        | Corea del Sud                                                                | Qual. Mondiali 2022                                                          | -                                                                            | 40’                                                                          |
| 2-6-2022                                                                     | Seul                                                                         | Corea del Sud                                                                | 1 – 5                                                                        | Brasile                                                                      | Amichevole                                                                   | -                                                                            |                                                                              |
| 6-6-2022                                                                     | Daejeon                                                                      | Corea del Sud                                                                | 2 – 0                                                                        | Cile                                                                         | Amichevole                                                                   | -                                                                            |                                                                              |
| 10-6-2022                                                                    | Suwon                                                                        | Corea del Sud                                                                | 2 – 2                                                                        | Paraguay                                                                     | Amichevole                                                                   | -                                                                            | 90+4’                                                                        |
| 20-7-2022                                                                    | Toyota                                                                       | Cina                                                                         | 0 – 3                                                                        | Corea del Sud                                                                | Coppa dell'Asia orientale 2022                                               | -                                                                            | 80’                                                                          |
| 23-9-2022                                                                    | Goyang                                                                       | Corea del Sud                                                                | 2 – 2                                                                        | Costa Rica                                                                   | Amichevole                                                                   | -                                                                            |                                                                              |
| 23-9-2022                                                                    | Seoul                                                                        | Corea del Sud                                                                | 1 – 0                                                                        | Camerun                                                                      | Amichevole                                                                   | -                                                                            |                                                                              |
| 24-11-2022                                                                   | Al Rayyan                                                                    | Uruguay                                                                      | 0 – 0                                                                        | Corea del Sud                                                                | Mondiali 2022 - 1º turno                                                     | -                                                                            |                                                                              |
| 28-11-2022                                                                   | Al Rayyan                                                                    | Corea del Sud                                                                | 2 – 3                                                                        | Ghana                                                                        | Mondiali 2022 - 1º turno                                                     | -                                                                            |                                                                              |
| 2-12-2022                                                                    | Al Rayyan                                                                    | Corea del Sud                                                                | 2 – 1                                                                        | Portogallo                                                                   | Mondiali 2022 - 1º turno                                                     | -                                                                            |                                                                              |
| 5-12-2022                                                                    | Doha                                                                         | Brasile                                                                      | 4 – 1                                                                        | Corea del Sud                                                                | Mondiali 2022 - Ottavi di finale                                             | -                                                                            | 65’                                                                          |
| 24-3-2023                                                                    | Ulsan                                                                        | Corea del Sud                                                                | 2 – 2                                                                        | Colombia                                                                     | Amichevole                                                                   | -                                                                            | 33’                                                                          |
| 28-3-2023                                                                    | Seul                                                                         | Corea del Sud                                                                | 1 – 2                                                                        | Uruguay                                                                      | Amichevole                                                                   | 1                                                                            |                                                                              |
| 15-6-2023                                                                    | Busan                                                                        | Corea del Sud                                                                | 0 – 1                                                                        | Perù                                                                         | Amichevole                                                                   | -                                                                            |                                                                              |
| 20-6-2023                                                                    | Daejeon                                                                      | Corea del Sud                                                                | 1 – 1                                                                        | El Salvador                                                                  | Amichevole                                                                   | -                                                                            | 84’                                                                          |
| 7-9-2023                                                                     | Cardiff                                                                      | Galles                                                                       | 0 – 0                                                                        | Corea del Sud                                                                | Amichevole                                                                   | -                                                                            | 61’                                                                          |
| 12-9-2023                                                                    | Newcastle upon Tyne                                                          | Arabia Saudita                                                               | 0 – 1                                                                        | Corea del Sud                                                                | Amichevole                                                                   | -                                                                            | 53’ 90+1’                                                                    |
| 16-11-2023                                                                   | Seul                                                                         | Corea del Sud                                                                | 5 – 0                                                                        | Singapore                                                                    | Qual. Mondiali 2026                                                          | -                                                                            | 70’                                                                          |
| 21-11-2023                                                                   | Shenzhen                                                                     | Cina                                                                         | 0 – 3                                                                        | Corea del Sud                                                                | Qual. Mondiali 2026                                                          | -                                                                            |                                                                              |
| 6-1-2024                                                                     | Abu Dhabi                                                                    | Iraq                                                                         | 0 – 1                                                                        | Corea del Sud                                                                | Amichevole                                                                   | -                                                                            |                                                                              |
| 15-1-2024                                                                    | Doha                                                                         | Corea del Sud                                                                | 3 – 1                                                                        | Bahrein                                                                      | Coppa d'Asia 2023 - 1º turno                                                 | 1                                                                            |                                                                              |
| 20-1-2024                                                                    | Doha                                                                         | Giordania                                                                    | 2 – 2                                                                        | Corea del Sud                                                                | Coppa d'Asia 2023 - 1º turno                                                 | -                                                                            | 28’ 90+4’                                                                    |
| 25-1-2024                                                                    | Al Wakrah                                                                    | Corea del Sud                                                                | 3 – 3                                                                        | Malaysia                                                                     | Coppa d'Asia 2023 - 1º turno                                                 | -                                                                            | 62’                                                                          |
| 30-1-2024                                                                    | Al Rayyan                                                                    | Arabia Saudita                                                               | 1 – 1 dts (2 – 4 dtr)                                                        | Corea del Sud                                                                | Coppa d'Asia 2023 - Ottavi di finale                                         | -                                                                            | 104’                                                                         |
| 2-2-2024                                                                     | Al Wakrah                                                                    | Australia                                                                    | 1 – 2 dts                                                                    | Corea del Sud                                                                | Coppa d'Asia 2023 - Quarti di finale                                         | -                                                                            | 77’                                                                          |
| 6-2-2024                                                                     | Al Rayyan                                                                    | Giordania                                                                    | 2 – 0                                                                        | Corea del Sud                                                                | Coppa d'Asia 2023 - Semifinale                                               | -                                                                            | 15’                                                                          |
| 21-3-2024                                                                    | Seul                                                                         | Corea del Sud                                                                | 1 – 1                                                                        | Thailandia                                                                   | Qual. Mondiali 2026                                                          | -                                                                            |                                                                              |
| 26-3-2024                                                                    | Bangkok                                                                      | Thailandia                                                                   | 0 – 3                                                                        | Corea del Sud                                                                | Qual. Mondiali 2026                                                          | -                                                                            | 74’                                                                          |
| 6-6-2024                                                                     | Kallang                                                                      | Singapore                                                                    | 0 – 7                                                                        | Corea del Sud                                                                | Qual. Mondiali 2026                                                          | -                                                                            |                                                                              |
| 11-6-2024                                                                    | Seul                                                                         | Corea del Sud                                                                | 1 – 0                                                                        | Cina                                                                         | Qual. Mondiali 2026                                                          | -                                                                            | 90+4’                                                                        |
| 5-9-2024                                                                     | Seul                                                                         | Corea del Sud                                                                | 0 – 0                                                                        | Palestina                                                                    | Qual. Mondiali 2026                                                          | -                                                                            | 20’ 86’                                                                      |
| 10-9-2024                                                                    | Mascate                                                                      | Oman                                                                         | 1 – 3                                                                        | Corea del Sud                                                                | Qual. Mondiali 2026                                                          | -                                                                            |                                                                              |
| 10-10-2024                                                                   | Amman                                                                        | Giordania                                                                    | 0 – 2                                                                        | Corea del Sud                                                                | Qual. Mondiali 2026                                                          | -                                                                            | 90+1’                                                                        |
| 15-10-2024                                                                   | Yongin                                                                       | Corea del Sud                                                                | 3 – 2                                                                        | Iraq                                                                         | Qual. Mondiali 2026                                                          | -                                                                            |                                                                              |
| 14-11-2024                                                                   | Al Kuwait                                                                    | Kuwait                                                                       | 1 – 3                                                                        | Corea del Sud                                                                | Qual. Mondiali 2026                                                          | -                                                                            | 81’                                                                          |
| 19-11-2024                                                                   | Amman                                                                        | Palestina                                                                    | 1 – 1                                                                        | Corea del Sud                                                                | Qual. Mondiali 2026                                                          | -                                                                            |                                                                              |
| 25-3-2025                                                                    | Suwon                                                                        | Corea del Sud                                                                | 1 – 1                                                                        | Giordania                                                                    | Qual. Mondiali 2026                                                          | -                                                                            | 80’                                                                          |
| 5-6-2025                                                                     | Bassora                                                                      | Iraq                                                                         | 0 – 2                                                                        | Corea del Sud                                                                | Qual. Mondiali 2026                                                          | -                                                                            |                                                                              |
| 10-6-2025                                                                    | Seul                                                                         | Corea del Sud                                                                | 4 – 0                                                                        | Kuwait                                                                       | Qual. Mondiali 2026                                                          | -                                                                            | cap.                                                                         |
| Totale                                                                       |                                                                              | Presenze                                                                     | 69                                                                           |                                                                              | Reti                                                                         | 6                                                                            |                                                                              |

## Palmarès

### Club

#### Competizioni nazionali
- Campionato serbo: 1

Stella Rossa: 2023-2024
- Coppa di Serbia: 1

Stella Rossa: 2023-2024

### Nazionale
- Giochi asiatici: 1

2018
- Coppa dell'Asia orientale: 1

2019